# Blepisanis suturaloides
Blepisanis suturaloides là một loài bọ cánh cứng trong họ Cerambycidae.